# Byrapura, Alur
Byrapura là một làng thuộc tehsil Alur, huyện Hassan, bang Karnataka, Ấn Độ.